# Can Sala (Pallejà)
Can Sala és una masia del municipi de Pallejà (Baix Llobregat) inclosa en l'Inventari del Patrimoni Arquitectònic de Catalunya.

## Descripció
Masia, el conjunt actual en forma de ela, amb les cobertes a una vessant i diferenciades segons la utilització. Presenta un porxo al costat est. En el croquis que és dibuixat s'assenyalen numèricament els processos de construcció partint de l'inici (1) que fou en el segle xvii, i els següents, els segles XVIII-XIX, darrerament es va fer la restauració de les façanes, interior i de nou un garatge. Els números 1, 2 i 3 tenen baixos i pis, la part posterior és ocupada totalment per la bodega.

## Història
El topònim "Sala" correspon a la nissaga que consta en documents d'establiment de cens pel senyor de Pallejà a favor de Miquel Sala (Michaeli Sala) el 1694. El mateix nom és citat en el cadastre de l'any 1716, ordenat per Felip V. Hi ha establiments a favor de Josep Sala el 1786 i 1817. Continua la nissaga documentalment fins al 1903 en que Francesc d'A. S. i Sunyol, refà la construcció del mas, succeint a Joan Sala i Niqui, ja que inicià anteriorment dita reforma, aquest és l'avi de Jordi Sala, que en va ser propietari el 1986. Fou ocupada pel General Manso i Solà durant la Guerra del Francès 1809-1814.